# Yakupabdal, Demirözü
Yakupabdal là một xã thuộc huyện Demirözü, tỉnh Bayburt, Thổ Nhĩ Kỳ. Dân số thời điểm năm 2010 là 239 người.